# Соколы (фильм, 2002)
«Соколы» (исл. Fálkar произношениео файле) — исландский фильм 2002 года режиссёра Фридрика Тоура Фридрихссона.

## Сюжет
Саймон возвращается из американской тюрьмы в Исландию, чтобы там окончить жизнь самоубийством. Но его планы меняет встреча с девушкой по имени Дуа, между ними завязывается симпатия. Дуа держит в клетке раненого сокола и лечит его, но по местным законам эта птица не может находиться в неволе у частных лиц. У неё начинаются проблемы с полицией. Саймон и Дуа решают уехать из Исландии в Германию и продать сокола за большие деньги. Но и за границей их ждёт ещё больше проблем…

## Награды
- МКФ в Торонто, Канада (2002)
- МКФ в Гётеборге, Швеция. Приз компании «Кодак» за виртуозность съемок (2002)
- Европейский кинофестиваль в Виареджо, Италия. Номинация на главный приз (2002)